# Цена головы (фильм, 1992)
«Цена головы» — фильм 1992 года режиссёра Николая Ильинского, по одноимённому роману Жоржа Сименона.

## Сюжет
На вилле под Парижем убиты богатая американка и её горничная. Комиссар Мегрэ приступает к расследованию этого дела. Все улики указывают, что преступление совершил рабочий Жозеф Эртен. Его арестовывают и приговаривают к смертной казни, однако комиссар Мегрэ уверен, что произошла ошибка. Мегрэ решается на эксперимент…

## В ролях
- Владимир Самойлов — комиссар Мегрэ
- Валентинас Масальскис — Ян Рудек
- Лембит Ульфсак — Жозеф Эртен
- Ивар Калныньш — Уильям Кросби
- Ирина Цывина — Эллен Кросби
- Любовь Полищук — Шарлотта
- Георгий Дрозд — следователь Комельо
- Игорь Слободской — инспектор Дюфур
- Петерис Гаудиньш — инспектор Жанвье
- Хелга Данцберга — миссис Гендерсон
- Нина Шаролапова — горничная
- Стефания Станюта — нищенка
- Пётр Бенюк — доктор
- и другие

## Критика
Как отмечала киновед Лидия Зайцева, фильм вышел в период когда интерес к детективным фильмам спал, однако, это один из немногих подобных вышедших тогда картин привлекших внимание.